# بنيامين مكابا
بنيامين مكابا (بالإنجليزية: Benjamin Mkapa)‏ (و. 1938 – م) هو سياسي، ومحام من تنزانيا .
تولى منصب سفير .

## التعليم
تعلم في جامعة ماكيريري، وجامعة كولومبيا.

## روابط خارجية
- بنيامين مكابا على موقع الموسوعة البريطانية (الإنجليزية)
- بنيامين مكابا على موقع مونزينجر (الألمانية)
- بنيامين مكابا على موقع ديسكوغز (الإنجليزية)